# Нове Место-над-Вагом (округ)
О́круг Нове Место-над-Вагом (словац. okres Nové Mesto nad Váhom) — округ (район) в Тренчинському краї, західна Словаччина. Площа округу становить — 579,99 км², на якій проживає — 62 706 осіб (31.12.2009). Середня щільність населення становить — 108,1 осіб/км². Адміністративний центр округу — місто Нове Место-над-Вагом в якому проживає 20 258 жителів.

## Загальні відомості

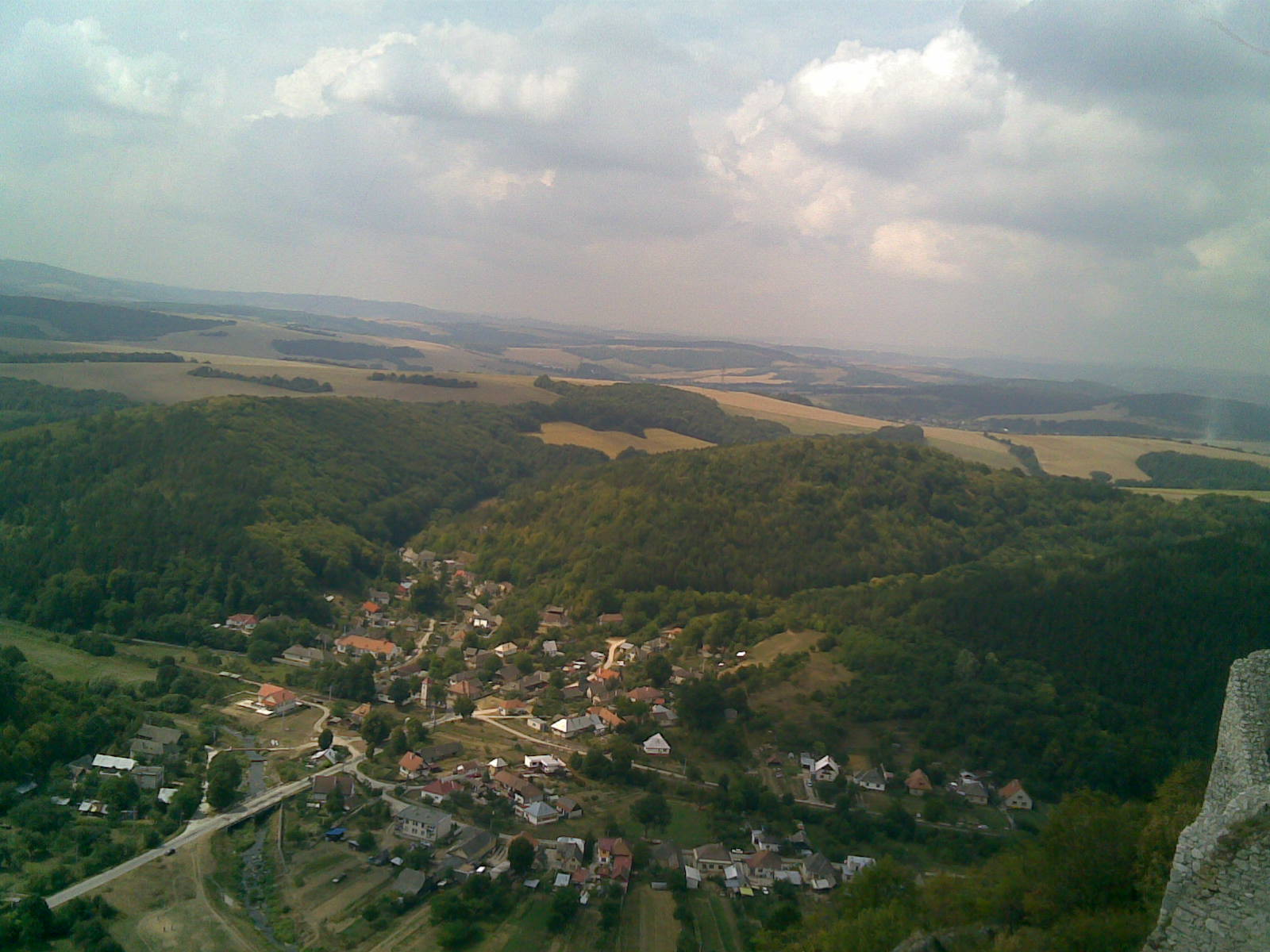
Округ Нове Место-над-Вагом.
Вид на Вишневе із Чахтицького замку

До 1918 року більша частина округу входила до складу угорського графства Нітра, а північна частина — до графства Тренчин.
В сучасному вигляді округ був утворений у 1996 році під час адміністративно-територіальної реформи Словацької Республіки, яка набула чинності 24 липня 1996 року.
Округ розташований у західній частині Словаччини. Він межує з округами: на південному заході — Миява, на північному сході — Тренчин, на сході — Бановце-над-Бебравоу (всі округи Тренчинського краю) і Топольчани (Нітранського краю), на півдні — П'єштяни (Трнавського краю); на північному заході і півночі межує із Чехією.

## Географія
Територією округу протікає найбільша річка Словаччини — Ваг, ліва притока Дунаю. Розташовані Лопеницькі пагорби і Трнавські пагорби. Протікає Біскупицький канал.
Розташовані пам'ятки природи Баріцове луки; Бестінне; Бецковська замкова скеля; Блажейова і Галузицька ущелина.

## Статистичні дані
| Рік:            | 1994.  | 2004.   | 2014.   | 2024.   |
| --------------- | ------ | ------- | ------- | ------- |
| Кількість осіб: | 64 563 | 63 119  | 62 531  | 61 303  |
| Різниця:        |        | -2,23 % | -0,93 % | -1,96 % |

| Рік:            | 2023.  | 2024.   |
| --------------- | ------ | ------- |
| Кількість осіб: | 61 349 | 61 303  |
| Різниця:        |        | -0,07 % |

Національний склад 2010:
- Словаки — 96,35 % (60 422 особи)
- Чехи — 1,55 % (971 особа)
- Роми — 0,60 % (377 осіб)
- Угорці — 0,138 % (82 особи)
- Німці — 0,08 % (48 осіб)
- Українці — 0,071 % (45 осіб)
- інші національності — 1,21 %

Конфесійний склад 2001:
- Католики — 56,6 %
- Лютерани — 23,2 %
- інші релігії та атеїсти  — 20,2 %

## Адміністративний поділ
Округ складається з 32 сільських муніципалітетів і 2 міст.

### Міста:
- Нове Место-над-Вагом
- Стара Тура

### Села:
Бецков • Бзінце-под-Яворіноу • Бошаца • Бруновце • Вадьовце • Вішньове • Галузиці • Горна Стреда • Градок • Граховіште • Гуорка-над-Вагом • Дольне Срн'є • Зем'янске Подградіє • Кальниця • Кочовце • Лубіна • Лука • Модрова • Модровка • Моравске Лєскове • Нова Бошаца • Нова Вес-над-Вагом • Нова Легота • Очков • Победім • Поважани • Подоліє • Потвориці • Стара Легота • Тренчанске Богуславиці • Частковце • Чахтиці